# Мараватио
Мараватио (исп. Maravatío) — муниципалитет в Мексике, штат Мичоакан, с административным центром в городе Мараватио-де-Окампо. Численность населения, по данным переписи 2010 года, составила 80 258 человек.